# Tom Kaulitz
Tom Kaulitz (1 de setembre de 1989 a Leipzig, Alemanya) és el guitarrista del grup de música alemany Tokio Hotel. Tom és el germà bessó de Bill Kaulitz, també de Tokio Hotel. Com a curiositat, Tom nasqué 10 minuts abans que Bill.

## Biografia

### Infantesa
Tom Kaulitz, va néixer l'1 de setembre del 1989 juntament amb el seu germà bessó Bill a la ciutat de Leipzig (Alemanya). Quan només tenien 7 anys (malgrat que hi ha fonts que diuen que quan tenien 6 anys) els seus pares, Charlotte i Jörg Kaulitz es van separar. Anys més tard, Charlotte es va casar amb Gordon Trümper, guitarrista de la banda alemanya Fantun. Gordon, el seu padrastre, els va influir molt musicalment. Arrel d'això els bessons es van començar a dedicar a la música (Bill s'acabaria interessant per escriure les lletres de les cançons i cantar-les, mentre que el seu germà Tom tindria preferència per la guitarra).

#### Escola
A l'escola, ell i el seu germà Bill sovint eren insultats amb paraules com "sonats", o "banda de nens petits" pel seu aspecte.
Dos mesos després del seu debut, quan eren més populars, va marxar de l'escola durant un any pels insults. Un dia els companys de classe van portar una samarreta en què hi posava "I will kill Bill and the rest of *band too". Tant el Tom com el Bill com els altres components del grup (Gustav i Georg) no van poder acabar l'Educació Secundària Obligatòria i actualment estan fent cursos en línia per acabar l'ESO.

### Anys següents: Devilish iTokio Hotel
Uns anys després, Tom i el seu germà van conèixer dos companys més grans, Gustav Schäfer (nascut el 8 de setembre de 1988) i Georg Listing (nascut el 31 de març de 1987). Llavors van decidir crear una banda de música anomenada "Devilish" (que significa Diabòlic), i van fer shows entre el 2001 i el 2003. El 2003 van signar un contracte amb Peter Hoffman, i van canviar el nom a l'actual Tokio Hotel.